# CAF Champions League 2013
Die CAF Champions League 2013 ist die 17. Auflage dieses von der CAF organisierten Turniers. Sie begann am 15. Februar 2013 mit der Vorrunde. Titelverteidiger war Al Ahly Kairo aus Ägypten.

## Qualifikation
Theoretisch sind alle 55 Mitgliedsverbände der CAF berechtigt Mannschaften zu entsenden. Für die zwölf besten Nationalverbände der CAF-Fünfjahreswertung sind automatisch jeweils zwei Startplätze reserviert. Hierbei gilt für die Qualifikation zur Champions League 2013 die Wertung der Jahre 2007 bis 2011. Somit ergibt sich aus der Anzahl der zur CAF gehörenden Fußballverbände, dass maximal 67 Mannschaften an der Champions League teilnehmen könnten.
Startberechtigt sind jeweils zwei Mannschaften aus den folgenden Ländern, angegeben in Reihenfolge der Fünfjahreswertung:
- Tunesien
- Nigeria
- Ägypten
- Marokko
- DR Kongo
- Sudan
- Algerien
- Kamerun
- Angola
- Mali
- Simbabwe
- Elfenbeinküste

Alle anderen Länder haben einen Startplatz.

## Ergebnisse

### Vorrunde
Hinspiele vom 15. bis 17. Februar, Rückspiele vom 1. bis 3. März 2013.
|                          | Gesamt          |                               | Hinspiel | Rückspiel |
| ------------------------ | --------------- | ----------------------------- | -------- | --------- |
| Zamalek SC               | 7:0             | Gazelle FC                    | 7:0      | 0:0       |
| AS Vita Club             | 5:1             | Dynamic Togolais              | 3:0      | 2:1       |
| Jamhuri FC               | 0:8             | Saint-George SA               | 0:3      | 0:5       |
| Club Athlétique Bizertin | 2:1             | Al-Ittihad                    | 1:1      | 1:0       |
| Dynamos FC               | 3:1             | Lesotho Correctional Services | 3:0      | 0:1       |
| Saint Michel United FC   | 1:7             | Tusker FC                     | 1:4      | 0:3       |
| Zanaco FC                | 3:2             | Mbabane Swallows              | 3:2      | 0:0       |
| Orlando Pirates          | 9:0             | Djabal Club                   | 5:0      | 4:0       |
| CD Maxaquene             | 0:2             | Mochudi Centre Chiefs         | 0:1      | 0:1       |
| APR FC                   | (a)2:2(a)       | Vital’O FC                    | 1:2      | 1:0       |
| Rangers International    | –               | Sporting Clube do Príncipe 1  | –        | –         |
| Simba SC                 | 0:5             | CRD Libolo                    | 0:1      | 0:4       |
| JSM Béjaïa               | 3:0             | Olympic Niamey                | 3:0      | 0:0       |
| Asante Kotoko            | 8:0             | CD Elá Nguema                 | 7:0      | 1:0       |
| CD Primeiro de Agosto    | 4:3             | AS Adema                      | 4:2      | 0:1       |
| FUS de Rabat             | (a)2:2(a)       | Real de Banjul                | 1:0      | 1:2       |
| Union Douala             | 3:1             | LISCR FC                      | 2:1      | 1:0       |
| Horoya AC                | 0:3             | Séwé Sport                    | 0:0      | 0:3       |
| AFAD Djékanou            | 6:2             | Diamond Stars FC              | 5:1      | 1:1       |
| Cotonsport Garoua        | 0:0 (4:3 i. E.) | Uganda Revenue Authority SC   | 0:0      | 0:0 n. V. |
| Maghreb Tétouan          | 1:1 (1:3 i. E.) | Casa Sports                   | 1:0      | 0:1 n. V. |
| Kano Pillars             | 5:1             | Olympic Real de Bangui        | 5:1      | 0:0       |
| AC Léopards              | 2:1             | CF Mounana                    | 2:0      | 0:1       |
| ASPAC FC                 | 2:2 (4:5 i. E.) | ASFA-Yennenga Ouagadougou     | 1:1      | 1:1 n. V. |

### Erste Runde
Hinspiele vom 15. bis 17. März, Rückspiele vom 5. bis 7. April 2013.
|                           | Gesamt    |                             | Hinspiel | Rückspiel |
| ------------------------- | --------- | --------------------------- | -------- | --------- |
| Zamalek SC                | 1:0       | AS Vita Club                | 1:0      | 0:0       |
| Saint-George SA           | 3:1       | Djoliba AC                  | 2:0      | 1:1       |
| Club Athlétique Bizertin  | 3:1       | Dynamos FC                  | 3:0      | 0:1       |
| Tusker FC                 | 1:4       | Al Ahly Kairo               | 1:2      | 0:2       |
| Zanaco FC                 | 1:3       | Orlando Pirates             | 0:1      | 1:2       |
| Mochudi Centre Chiefs     | 0:7       | Tout Puissant Mazembe       | 0:1      | 0:6       |
| Vital’O FC                | 0:2       | Rangers International       | 0:0      | 0:2       |
| CRD Libolo                | 4:2       | Al-Merrikh Khartum          | 2:1      | 2:1       |
| JSM Béjaïa                | (a)1:1(a) | Asante Kotoko               | 0:0      | 1:1       |
| CD Primeiro de Agosto     | 0:2       | Espérance Sportive de Tunis | 0:1      | 0:1       |
| FUS de Rabat              | 3:1       | Union Douala                | 3:0      | 0:1       |
| Séwé Sport                | 5:4       | Al-Hilal Khartum            | 4:1      | 1:3       |
| AFAD Djékanou             | 1:3       | Cotonsport Garoua           | 0:1      | 1:2       |
| Casa Sports               | 1:4       | Stade Malien                | 1:2      | 0:2       |
| Kano Pillars              | (a)4:4(a) | AC Léopards                 | 4:1      | 0:3       |
| ASFA-Yennenga Ouagadougou | 4:5       | ES Sétif                    | 2:1      | 2:4       |

### Achtelfinale
Hinspiele vom 19. bis 21. April, Rückspiele vom 3. bis 5. Mai 2013.
|                          | Gesamt          |                             | Hinspiel | Rückspiel |
| ------------------------ | --------------- | --------------------------- | -------- | --------- |
| Zamalek SC               | (a)3:3(a)       | Saint-George SA             | 1:1      | 2:2       |
| Club Athlétique Bizertin | 1:2             | Al Ahly Kairo               | 0:0      | 1:2       |
| Orlando Pirates          | 3:2             | Tout Puissant Mazembe       | 3:1      | 0:1       |
| Rangers International    | 1:3             | CRD Libolo                  | 0:0      | 1:3       |
| JSM Béjaïa               | 0:1             | Espérance Sportive de Tunis | 0:0      | 0:1       |
| FUS de Rabat             | (a)1:1(a)       | Séwé Sport                  | 1:1      | 0:0       |
| Cotonsport Garoua        | 3:0             | Stade Malien                | 3:0      | 0:0       |
| AC Léopards              | 4:4 (5:4 i. E.) | ES Sétif                    | 3:1      | 1:3 n. V. |

### Viertelfinale (Gruppenphase)
In der Viertelfinal-Gruppenphase treten in zwei Gruppen jeweils vier Mannschaften in Hin- und Rückspielen gegeneinander an. Die Gruppenersten und -zweiten qualifizieren sich für das Halbfinale.

#### Gruppe A
| Pl. | Verein          | Sp. | S | U | N | Tore    | Diff. | Punkte |
| --- | --------------- | --- | - | - | - | ------- | ----- | ------ |
| 1.  | Al Ahly Kairo   | 6   | 3 | 2 | 1 | 008:700 | +1    | 11     |
| 2.  | Orlando Pirates | 6   | 2 | 2 | 2 | 008:400 | +4    | 08     |
| 3.  | Zamalek SC      | 6   | 2 | 1 | 3 | 010:120 | −2    | 07     |
| 4.  | AC Léopards     | 6   | 2 | 1 | 3 | 004:700 | −3    | 07     |

| 20. Juli 2013      |     |                 |
| Orlando Pirates    | 0:0 | AC Léopards     |
| 24. Juli 2013      |     |                 |
| Zamalek SC         | 1:1 | Al Ahly Kairo   |
| 4. August 2013     |     |                 |
| AC Léopards        | 1:0 | Zamalek SC      |
| Al Ahly Kairo      | 0:3 | Orlando Pirates |
| 17. August 2013    |     |                 |
| AC Léopards        | 0:1 | Al Ahly Kairo   |
| Orlando Pirates    | 4:1 | Zamalek SC      |
| 31. August 2013    |     |                 |
| Al Ahly Kairo      | 2:1 | AC Léopards     |
| 1. September 2013  |     |                 |
| Zamalek SC         | 2:1 | Orlando Pirates |
| 14. September 2013 |     |                 |
| AC Léopards        | 1:0 | Orlando Pirates |
| 15. September 2013 |     |                 |
| Al Ahly Kairo      | 4:2 | Zamalek SC      |
| 22. September 2013 |     |                 |
| Zamalek SC         | 4:1 | AC Léopards     |
| Orlando Pirates    | 0:0 | Al Ahly Kairo   |

#### Gruppe B
| Pl. | Verein                      | Sp. | S | U | N | Tore    | Diff. | Punkte |
| --- | --------------------------- | --- | - | - | - | ------- | ----- | ------ |
| 1.  | Espérance Sportive de Tunis | 6   | 5 | 0 | 1 | 009:400 | +5    | 15     |
| 2.  | Cotonsport Garoua           | 6   | 2 | 2 | 2 | 005:600 | −1    | 08     |
| 3.  | Séwé Sport                  | 6   | 1 | 2 | 3 | 005:600 | −1    | 05     |
| 4.  | CRD Libolo                  | 6   | 1 | 2 | 3 | 008:110 | −3    | 05     |

| 21. Juli 2013               |     |                             |
| CRD Libolo                  | 1:0 | Espérance Sportive de Tunis |
| 3. August 2013              |     |                             |
| Séwé Sport                  | 3:1 | CRD Libolo                  |
| Espérance Sportive de Tunis | 2:0 | Cotonsport Garoua           |
| 11. August 2013             |     |                             |
| Cotonsport Garoua           | 1:0 | Séwé Sport                  |
| 18. August 2013             |     |                             |
| Cotonsport Garoua           | 2:1 | CRD Libolo                  |
| Séwé Sport                  | 0:1 | Espérance Sportive de Tunis |
| 31. August 2013             |     |                             |
| Espérance Sportive de Tunis | 1:0 | Séwé Sport                  |
| 1. September 2013           |     |                             |
| CRD Libolo                  | 1:1 | Cotonsport Garoua           |
| 14. September 2013          |     |                             |
| Espérance Sportive de Tunis | 3:2 | CRD Libolo                  |
| 15. September 2013          |     |                             |
| Séwé Sport                  | 0:0 | Cotonsport Garoua           |
| 21. September 2013          |     |                             |
| CRD Libolo                  | 2:2 | Séwé Sport                  |
| Cotonsport Garoua           | 1:2 | Espérance Sportive de Tunis |

## Halbfinale
Hinspiele am 5. und 6. Oktober, Rückspiele am 19. und 20. Oktober 2013.
|                   | Gesamt          |                             | Hinspiel | Rückspiel |
| ----------------- | --------------- | --------------------------- | -------- | --------- |
| Cotonsport Garoua | 2:2 (6:7 i. E.) | Al Ahly Kairo               | 1:1      | 1:1 n. V. |
| Orlando Pirates   | (a)1:1(a)       | Espérance Sportive de Tunis | 0:0      | 1:1       |

## Finale

### Hinspiel
| Orlando Pirates                                    | Orlando Pirates | al Ahly Kairo | al Ahly Kairo |
| -------------------------------------------------- | --- | --- | ------------- |
| Orlando Pirates                                    | \| Hinspiel \| \| 2. November 2013 in Johannesburg (Orlando Stadium) \| \| Ergebnis: 1:1 (0:1) \| \| Schiedsrichter: Djamel Haimoudi ( Algerien) \|                                                                           | \| Hinspiel \| \| 2. November 2013 in Johannesburg (Orlando Stadium) \| \| Ergebnis: 1:1 (0:1) \| \| Schiedsrichter: Djamel Haimoudi ( Algerien) \| | al Ahly Kairo |
| Orlando Pirates                                    | Senzo Meyiwa – Ayanda Gcaba, Happy Jele, Thabo Matlaba, Rooi Mahamutsa – Oupa Manyisa, Tlou Segolela, Daine Klate, Sifiso Myeni (76. Mpho Makola), Andile Jali – Lennox Bacela (82. Collins Mbesuma) Cheftrainer: Roger De Sá | Sherif Ekramy – Ahmed Fathy, Wael Gomaa, Sayed Moawad, Sherif Abdel-Fadil, Mohamed Nagieb – Hossam Ashour, Abdallah Said (90. Ahmad Shedid Qinawi), Walid Soliman, Mohamed Abo Treka (81. Ramy Rabia) – Ahmed Abd El-Zaher (65. Dominique Da Silva) Cheftrainer: Mohamed Youssef | al Ahly Kairo |
| Orlando Pirates                                    | 1:1 Thabo Matlaba (90.+3') | 0:1 Mohamed Abo Treka (14.) | al Ahly Kairo |
| Orlando Pirates                                    | Andile Jali (90.+2') | Sayed Moawad (68.) | al Ahly Kairo |
| Hinspiel                                           | | |               |
| 2. November 2013 in Johannesburg (Orlando Stadium) | | |               |
| Ergebnis: 1:1 (0:1)                                | | |               |
| Schiedsrichter: Djamel Haimoudi ( Algerien)        | | |               |

### Rückspiel
| al Ahly Kairo                                         | al Ahly Kairo | Orlando Pirates | Orlando Pirates |
| ----------------------------------------------------- | --- | --- | --------------- |
| al Ahly Kairo                                         | \| Rückspiel \| \| 10. November 2013 in Kairo (Arab Contractors Stadium) \| \| Ergebnis: 2:0 (0:0) \| \| Schiedsrichter: Bakary Gassama ( Gambia) \| | \| Rückspiel \| \| 10. November 2013 in Kairo (Arab Contractors Stadium) \| \| Ergebnis: 2:0 (0:0) \| \| Schiedsrichter: Bakary Gassama ( Gambia) \| | Orlando Pirates |
| al Ahly Kairo                                         | Sherif Ekramy – Ahmed Fathy, Wael Gomaa, Sayed Moawad, Sherif Abdel-Fadil, Mohamed Nagieb – Hossam Ashour, Abdallah Said, Walid Soliman (73. Ahmad Shedid Qinawi), Mohamed Abo Treka (90.+2' Emad Moteab) – Ahmed Abd El-Zaher (86. Ramy Rabia) Cheftrainer: Mohamed Youssef | Senzo Meyiwa – Rooi Mahamutsa, Lucky Lekgwathi, Ayanda Gcaba, Thabo Matlaba – Oupa Manyisa, Tlou Segolela (75. Collins Mbesuma), Daine Klate (86. Mpho Makola), Sifiso Myeni (76. Mpho Makola), Lehlogonolo Masalesa (90.+4' Thandani Ntshumayelo) – Lennox Bacela Cheftrainer: Roger De Sá | Orlando Pirates |
| al Ahly Kairo                                         | 1:0 Mohamed Abo Treka (54.) 2:0 Ahmed Abd El-Zaher (78.) | | Orlando Pirates |
| al Ahly Kairo                                         | Sherif Abdel-Fadil (31.) | | Orlando Pirates |
| al Ahly Kairo                                         | Sherif Abdel-Fadil (83.) | | Orlando Pirates |
| Rückspiel                                             | | |                 |
| 10. November 2013 in Kairo (Arab Contractors Stadium) | | |                 |
| Ergebnis: 2:0 (0:0)                                   | | |                 |
| Schiedsrichter: Bakary Gassama ( Gambia)              | | |                 |